# Anabioz
Anabioz é uma banda da Rússia, cuja sonoridade resulta de uma mistura de folk metal e doom metal O grupo tem lançados, até o momento, três trabalhos, sendo uma demo e dois álbuns.

## História
A banda Anabioz foi formada em 2003, em Oktyabrsky, Bashkortostan, na Rússia. No mesmo ano de sua formação, o grupo lançou uma demo sem nome, contendo três músicas. Destas, apenas uma era cantada em russo, sendo as demais em inglês. As composições tinham todas mais de seis minutos de duração, o que evidencia influência de doom metal, uma vez que tal estilo é, comumente, caracterizado por canções longas. Em 2008, o grupo lançou seu primeiro álbum, de nome Through Darkness, contendo nove faixas. Destas, apenas uma era em russo, sendo as demais em inglês. O fato de o Anabioz executar a maioria de suas música sem inglês é um diferencial em se tratando de uma banda da Rússia, pois a maioria das bandas de heavy metal daquele país preferem cantar em seu idioma pátrio. Em 2010, o Anabioz lançou então aquele que é seu álbum de maior sucesso, ...to Light, contendo onze músicas, sendo apenas duas delas em russo. As músicas do Anabioz são marcadas pela alternância entre o vocal feminino da vocalista Olga e do vocal masculino e gutural de Daimon Volk. Também é marca da banda a presença constante do som de violino nas composições, misturado aos instrumentos típicos do heavy metal. Atualmente, o Anabioz tem entre seus membros três ex-integrantes de outra banda russa de folk metal, o Svarga, sendo eles: o baixista e vocalista Daimon e os guitarristas Anton Zhukov e Damir.

## Integrantes
- Daimon “Dmitry” Volk – vocal, baixo
- Olga – vocal, violino
- Anton Zhukov – guitarra
- Damir – guitarra
- Aleksandr - bateria

## Discografia
- Demo – 2003 (demo)
- Through Darkness - 2008 (álbum)[2][3][4]
- ...to Light - 2010 (álbum)[5][6][7]
- There the Sun Falls - 2014 (álbum)